# Русенчик, Владислав Леонидович
Владислав Леонидович Русенчик (бел. Уладзіслаў Леанідавіч Русенчык; род. 3 июля 2001, Минск) — белорусский футболист, полузащитник клуба БАТЭ.

## Карьера

### БАТЭ

#### Аренда в «Арсенал» Дзержинск
Воспитанник футбольной академии минского «Динамо». Первым тренером футболиста был Евгений Евгеньевич Булыко. Позже футболист перебрался в структуру борисовского БАТЭ. В 2018 году футболист стал выступать за дублирующий состав борисовского клуба. В марте 2023 года футболист на правах арендного соглашения присоединился к дзержинскому «Арсеналу» до конца сезона. Дебютировал за клуб футболист 23 апреля 2023 года в матче против гомельского «Бумпрома», выйдя на замену на 84 минуте. Дебютными голами за клуб футболист отличился 22 октября 2023 года в матче против гомельского «Локомотива», оформив дубль. По итогу сезона футболист досрочно стал победителем чемпионата. На протяжении сезона футболист был в клубе одним из основных игроков, закрепившись с сентября 2023 года и отличившись 3 забитыми голами. По окончании срока арендного соглашения футболист покинул дзержинский клуб.

#### Сезон 2024
В январе 2024 года футболист присоединился к основной команде борисовского БАТЭ, вместе с которым стал готовиться к новому сезону. Дебютировал за клуб футболист 6 марта 2024 года в четвертьфинальном матче Кубка Беларуси против минского «Динамо», выйдя на поле в стартовом составе. Дебютный матч в чемпионате футболист сыграл 16 марта 2024 года против столичного «Минска», выйдя на поле в стартовом составе. В марте 2024 года футболист подписал с клубом новый трёхлетний контракт.

## Международная карьера
В январе 2018 года футболист получил вызов в юношескую сборную Беларуси до 17 лет. Дебютировал за сборную футболист 21 января 2018 года в матче против сборной Литвы. В августе 2018 года принял участие в товарищеском матче за юношескую сборную Беларуси до 18 лет против сборной Финляндии.
В марте 2019 года футболист получил вызов в юношескую сборную Беларуси до 19 лет. Дебютировал за сборную футболист 25 марта 2019 года в матче против сборной Литвы. В октябре 2019 года футболист в составе сборной отправился на квалификационные матчи юношеского чемпионата Европы.

## Достижения
«Арсенал» Дзержинск
- Победитель Первой лиги: 2023